# Кривуловщина
Кривуловщина (укр. Кривулівщина) — лесное урочище, расположенное на территории Деснянского района Чернигова и Киселёвской сельской общины Черниговского района. Площадь — 12,12, 181,4 га.
На территории урочища расположен памятник истории местного значения «Мемориальный комплекс жертвам нацизма 1941–1943 годов в урочище Кривуловщина (4): группа братских могил 1500 гражданских жителей и 9000 военнопленных, расстрелянных в 1941-1943 гг.» (1963) под охранным № 33 — юго-западная окраина урочища (возле лижной базы); без охранной зоны.

## История
В 1963 году на месте братской могилы сооружен «Мемориальный комплекс жертвам нацизма 1941–1943 годов в урочище Кривуловщина (4): группа братских могил 1500 гражданских жителей и 9000 военнопленных, расстрелянных в 1941-1943 гг.».
В 1997 году было обустроено кладбище немецких военнопленных, которые после 1944 году отстраивали Чернигов.

## Описание
Кривуловщина расположена на правой надпойменной террасе реки Десна — между автодорогой Чернигов—Толстолес на западе и исторически сложившаяся местностью Чернигова Бобровица и кладбищем «Яцево» на востоке и юго-востоке. Меньшая по площади часть урочища расположена на территории Деснянского района Чернигова и бо́льшая — Киселёвской сельской общины Черниговского района. Территорией урочища пролегает административная граница Черниговского горсовета и Черниговского района. Южную часть урочища по тальвегу условно разделяет гаражный кооператив.
Ландшафт урочища расчленён балками и оврагами.
Абсолютные высоты колеблются в пределах 121-162 м над уровнем моря: наинизшая точка — безымянный овраг 121 м над уровнем моря, наивысшая точка — 162 м над уровнем моря, средняя высота бо́льшей части урочища — 138-160 м над уровнем моря. 
Согласно ресурсу «Публічна кадастрова карта України», данный лесной массив разделён на несколько кадастровых участков. Наибольший по площади расположен севернее гаражного кооператива и простирается на север от него, площадью 96,5031 га (целевое предназначение: 09.01 Для ведения лесного хозяйства и связанных с ним услуг). Четыре участка южнее гаражного кооператива (целевое предназначение: 01.01 Для ведения товарного с/х производства) площадями 18,7618 га, 8,1816 га, 55,0283 га, 2,9443 га. Участки общей площадью 181,4191 га.
В южной периферийной части урочища расположены кладбище бывшего села Бобровица и кладбище немецких военнопленных.

## Природа
В урочище распространены такие лесные сообщества (ценозы): Querceta roboris (вековые обыкновеннодубовые дубравы), Betuleta pendulae (берёза повислая), Robinieta pseudoacaciae (робиния ложноакациевая).
| |                                                                                              | | |
| вид с автодороги; кленово-берёзовый лес с участием рябины обыкновенной, лещины обыкновенной, бузины чёрной | вид с автодороги; лиственный лес с участием клёна ясенелистого, ольхи чёрной, крушины ломкой | лиственный (кленово-берёзовый) лес в тальвеге балки; стволы отдельных деревьев обвиты хмелем обыкновенным; травяной ярус — девичий виноград пятилисточковый | лиственный (кленово-берёзовый) лес в тальвеге балки; травяной ярус — орляк обыкновенный, недотрога мелкоцветковая, крапива двудомная |

Дубравы — ценозы формации Querceta roboris (вековые обыкновеннодубовые дубравы) и субформаций с участием клёна остролистного (Acer platanoides), липы сердцевидной (Tilia cordata), граба обыкновенного (Carpinus betulus), ясеня обыкновенного (Fraxinus excelsior) расположены преимущественно на плакорных участках. Они сформировались на серых лесных суглинистых и дерново-подзолистых песчаных почвах, их распространение носит фрагментарный и мозаичный характер. Наиболее распространенными являются сообщества ассоциации Quercetum franguloso-stellariosum (дубрава крушиново-звездчатковая), в подлеске которых преобладают крушина ломкая (Frangula alnus), лещина обыкновенная (Corylus avellana) и бересклет бородавчатый (Euonymus verrucosa). Травяной покров имеет покрытие 50-70%, в нём доминируют (или содоминируют) сныть обыкновенная (Aegopodium podograria), звездчатка ланцетовидная (Stellaria holostea), ландыш майский (Convallaria majalis), полевица тонкая (Agrostis tenuis), изредка содоминирующий орляк обыкновенный (Pteridium aquilinum).
Сообщества формации Querceta roboris (дуб черешчатый) характеризуются наибольшим ценотическим и дендрофлористическим разнообразием, основу дендрофлоры составляют 17 аборигенных видов (10 видов деревьев и 7 видов кустарников). Дендрофлористическое ядро древесного яруса данной группы ценозов формирует дуб черешчатый (Quercus robur) с участием клёна остролистного (Acer platanoides), липы сердцевидной (Tilia cordata), граба обыкновенного (Carpinus betulus), ясеня обыкновенного (Fraxinus excelsior), кустарникового — лещины обыкновенной (Corylus avellana) с участием, в зависимости от условий освещенности и увлажненности, таких видов как бересклет европейский (Euonymus europaea), бересклет бородавчатый (Euonymus verrucosa), малина обыкновенная (Rubus idaeus), ежевика сизая (Rubus caesius), кизил кроваво-красный (Swida sanguinea).
Эдафическая приуроченность ценозов формации Querceta roboris (дуб черешчатый) определяет их распространение на лесных островных участках. Кроме типовых сообществ, в которых как доминанты травяного яруса выступают сныть обыкновенная (Aegopodium podograria), звездчатка ланцетовидная (Stellaria holostea), в урочище Кривуловщина отмечена ассоциация Quercetum corylosо-pteridiosum (дубрава лещиново-орляковая).
На обочине вдоль автодороги Чернигов—Толстолес травяной ярус представлен такими видами крапива двудомная (Urtíca dióica), мелколепестник однолетний (Erigeron annuus), недотрога мелкоцветковая (Impatiens parviflora), встречаются гвоздика травянка (Dianthus deltoides), горошек мышиный (Vicia cracca).
Осиновые леса — сообщества формации Populeta tremulae (осина) являются производными от дубовых, про что свидетельствует травяной ярус, приуроченность ценозов групп ассоциаций Populetа corylosа (осиновый лес лещиновый), Populetа frangulosа (осиновый лес крушиновый) и Populetа amorfosа (осиновый лес аморфовый) к плакорным и пойменным участкам.
Березовые леса — ценозы Betuleta pendulae (берёза повислая) сформировались на месте боров и субборов и приурочены к дерново-подзолистым песчаным, частично серым лесным почвам с разной степенью их увлажнения. Значительным флористическим разнообразием отличаются группировки ассоциаций Betuletum coryloso-dryopteriosum (березняк лещиново-щитовниковый) и Betuletum pteridiosum (березняк орляковый).
Древесный ярус березовых лесов сформирован как комплексное сочетание нескольких видов, с преобладанием берёзы повислой (Betula pendula) и отдельными включениями сосны обыкновенной (Pinus sylvestris), фрагментарно осины (Populus tremula), груши обыкновенной (Pyrus communis), яблони лесной (Malus sulvestris), дуба черешчатого (Quercus robur). В кустарниковом ярусе следует отметить в качестве доминирующих – лещина обыкновенная (Corylus avellana), крушина ломкая (Frangula alnus) и аморфа кустарниковая (Amorpha fruticosa). Наивысшее участие деревьев и кустарников обнаружено в составе ассоциаций Betuletum coryloso-dryopteriosum (березняк лещиново-щитовниковый) и Betuletum pteridiosum (березняк орляковый).
Кривуловщина — одна из зелёных зон (урочищ) города, с наибольшим количеством, но незначительной площади, сообществ (видов интродуцентов) североамериканской, дальневосточной и азиатской флоры. Здесь сформировались сообщества с участием с участием видов клён ясенелистный (Acer negundo), аморфа кустарниковая (Amorpha fruticosa), дуб красный (Quercus rubra), пузыреплодник калинолистный (Physocarpus opulifolia), робиния ложноакациевая (Robinia pseudoacacia). Они имеют влияние на природную составляющую дендрофлоры, в частности её ценотическую структуру. Эти сообщества указывают про нарушение фитоценточной структуры природных систем.
Натурализация и частичное вторжение робинии ложноакациевой (Robinia pseudoacacia) наблюдается в сосновых и березовых ценозах в урочище. В сообществах робиниевого леса с участием сосны обыкновенной (Pinus sylvestris) наблюдается формирование разновидового подроста из робинии ложноакациевой (Robinia pseudoacacia), вяза шершавого (Ulmus glabra). Травяной ярус сформирован видами широкой экологической амплитуды, в частности, чистотел большой (Chelidonium majus), недотрога мелкоцветковая (Impatiens parviflora), подмаренник цепкий (Galium aparine).
Искусственные насаждения формации робинии ложноакациевой (Robinia pseudoacacia) отличаются обеднённой ценотической структурой и видовым составом древесных растений, в котором кроме робинии ложноакациевой (Robinia pseudoacacia), незначительное участие имеют такие виды сосна обыкновенная (Pinus sylvestris), берёза повислая (Betula pendula), рябина обыкновенная (Sorbus aucuparia), вяз шершавый (Ulmus glabra).